# 5ª edizione dei Directors Guild of America Award
La 5ª edizione dei Directors Guild of America Award si è tenuta nel corso del 1953 e ha premiato il migliore regista cinematografico del 1952.

## Cinema
- John Ford – Un uomo tranquillo (The Quiet Man)
- Charles Crichton – L'incredibile avventura di Mr. Holland (The Lavender Hill Mob)
- George Cukor – Lui e lei (Pat and Mike)
- Michael Curtiz – I'll See You in My Dreams
- Cecil B. DeMille – Il più grande spettacolo del mondo (The Greatest Show on Earth)
- Stanley Donen e Gene Kelly – Cantando sotto la pioggia (Singin' in the Rain)
- Hugo Fregonese – I miei sei forzati (My Six Convicts)
- Howard Hawks – Il grande cielo (The Big Sky)
- Elia Kazan – Viva Zapata!
- Henry King – Le nevi del Chilimangiaro (The Snows of Kilimanjaro)
- Akira Kurosawa – Rashomon
- Albert Lewin – Pandora (Pandora and the Flying Dutchman)
- Joseph L. Mankiewicz – Operazione Cicero (Five Fingers)
- Vincente Minnelli – Il bruto e la bella (The Bad and the Beautiful)
- George Sidney – Scaramouche
- Richard Thorpe – Ivanhoe
- Charles Vidor – Il favoloso Andersen (Hans Christian Andersen)
- Fred Zinnemann – Mezzogiorno di fuoco (High Noon)

## Premi speciali

### Premio D.W. Griffith
- Cecil B. DeMille